# دونالد دبليو. بورغس
دونالد دبليو. بورغس (بالإنجليزية: Donald W. Burgess)‏ هو عالم أرصاد أمريكي، ولد في 1947 في أوكمولغي في الولايات المتحدة.

## وصلات خارجية
- دونالد دبليو. بورغس على موقع IMDb (الإنجليزية)